# Алтарське сільське поселення
Алта́рське сільське поселення (рос. Алтарское сельское поселение) — муніципальне утворення у складі Ромодановського району Мордовії, Росія. Адміністративний центр та єдиний населений пункт — село Алтари.

## Населення
Населення — 997 осіб (2019, 1040 у 2010, 1040 у 2002).